# Universidad de la Reina de Belfast
La Universidad de Queen's en Belfast (en inglés: Queen's University Belfast; en irlandés: Ollscoil na Ríona, Béal Feirste) es una universidad situada en Belfast, Irlanda del Norte, en el Reino Unido. Se fundó como Queen’s College, Belfast y sus inicios se remontan al 1845.
Hacia el año 2020, la universidad contaba con 24 915 estudiantes.
La Universidad de la Reina de Belfast es miembro de 
- Top Industrial Managers for Europe,
- Red de Utrecht,
- Grupo Russell.

## Alumnos y profesores ilustres

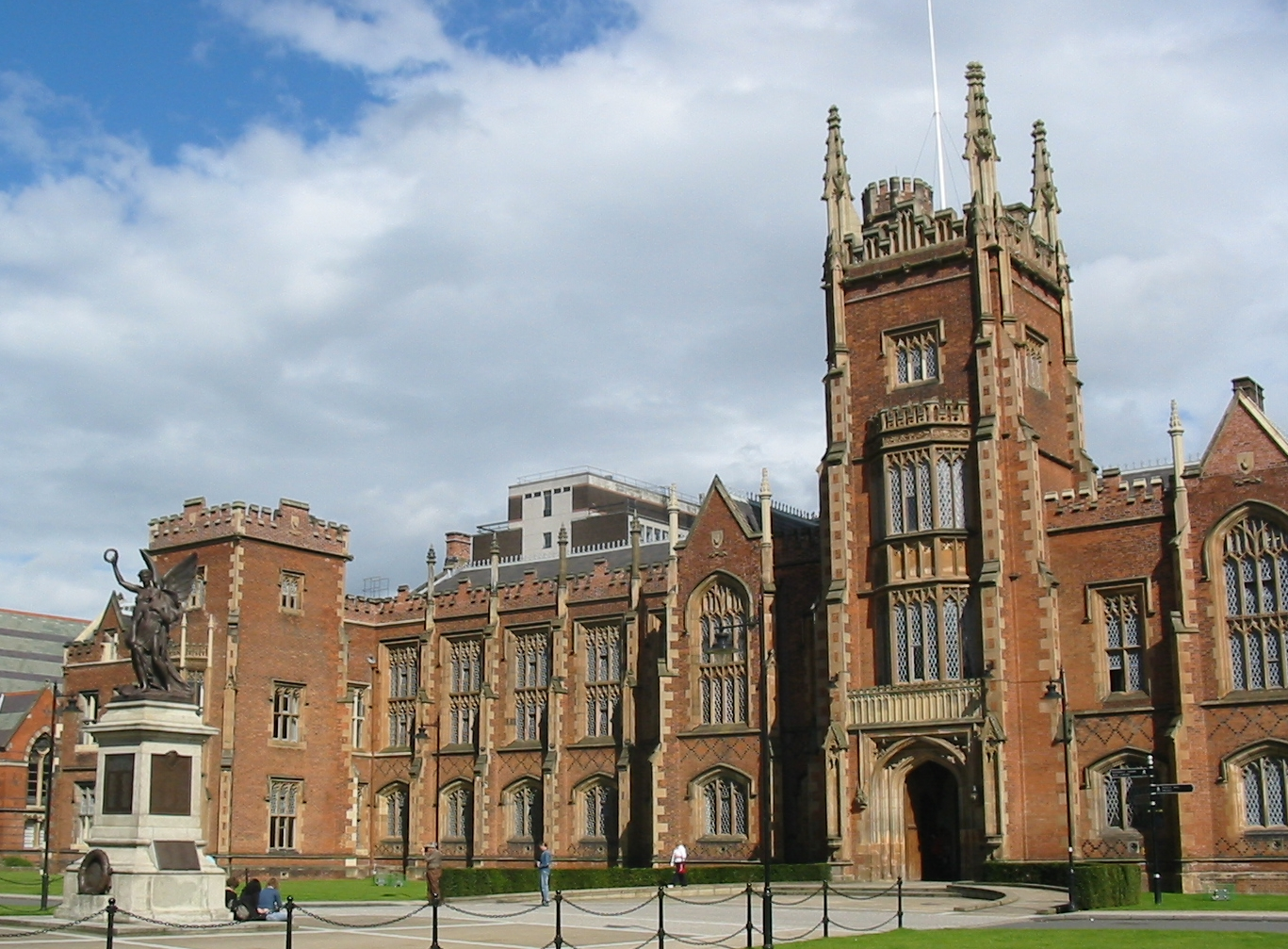
Universidad Queen’s de Belfast.

Sus antiguos alumnos ilustres incluyen la antigua presidente de Irlanda Mary McAleese, el poeta,  el Premio Nobel, Seamus Heaney y el político David Trimble. También está el primer ministro de Irlanda del Norte Brian Faulkner y el prominente miembro de Sinn Féin Eoin MacNeill. 
Otros antiguos alumnos incluyen al poeta Paul Muldoon; los actores Liam Neeson, Simon Callow y Stephen Rea; el novelista Brian McGilloway.
En enero de 2020, la Universidad anunció que la ex secretaria de Estado, ex primera dama y exsenadora de los Estados Unidos, Hillary Clinton, tomaría posesión del cargo de rectora de la institución.